# Zarká (guvernorát)
Guvernorát Zarká (arabsky محافظة الزرقاء) je třetí největší guvernorát v Jordánsku podle počtu obyvatel. Hlavním a zároveň největším městem guvernorátu je Zarká. Nachází se 25 km východně od jordánského hlavního města Ammánu. Druhým největším městem v guvernorátu je Rusajfa.
Nachází se zde největší vojenské a letecké základny Jordánských ozbrojených sil.

## Obyvatelstvo
Podle sčítání lidu z roku 2004 žilo v guvernorátu Zarká 764 650 obyvatel, z čehož žilo 94,5 % ve městech a 5,5 % na venkově. Jordánští občané tvořili 97 % obyvatelstva. Poměr žen a mužů byl 46 % ku 54 %.
| Obyvatelstvo v guvernorátu Zarká     | Census z roku 2004 | Odhad z roku 2010  |
| ------------------------------------ | ------------------ | ------------------ |
| Poměr žen a mužů                     | 46 % ku 54 %       | 48,25 % ku 51,75 % |
| Poměr jordánských obyvatel a cizinců | 97 % ku 3 %        | -                  |
| Městské obyvatelstvo                 | 727 268            | 860 700            |
| Venkovské obyvatelstvo               | 37 382             | 50 100             |
| Celkový počet obyvatel               | 764 650            | 910 800            |

## Hospodářství

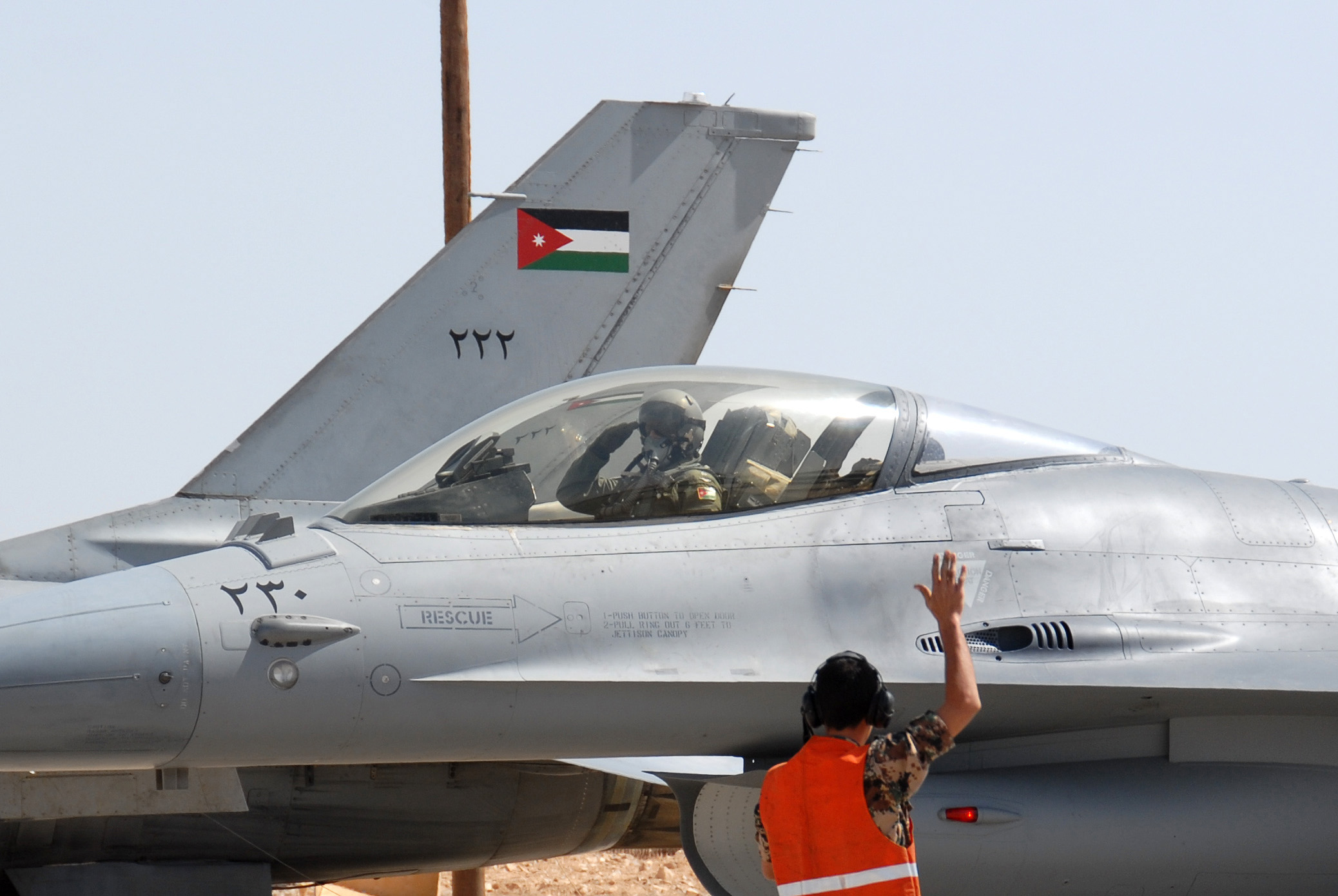
Stíhací letoun F-16 na letišti v Azraku

Vzhledem k blízkosti měst se v guvernorátu nachází největší počet továren v Jordánsku.
Ve městě Azrak se nachází největší letecká základna.

## Galerie

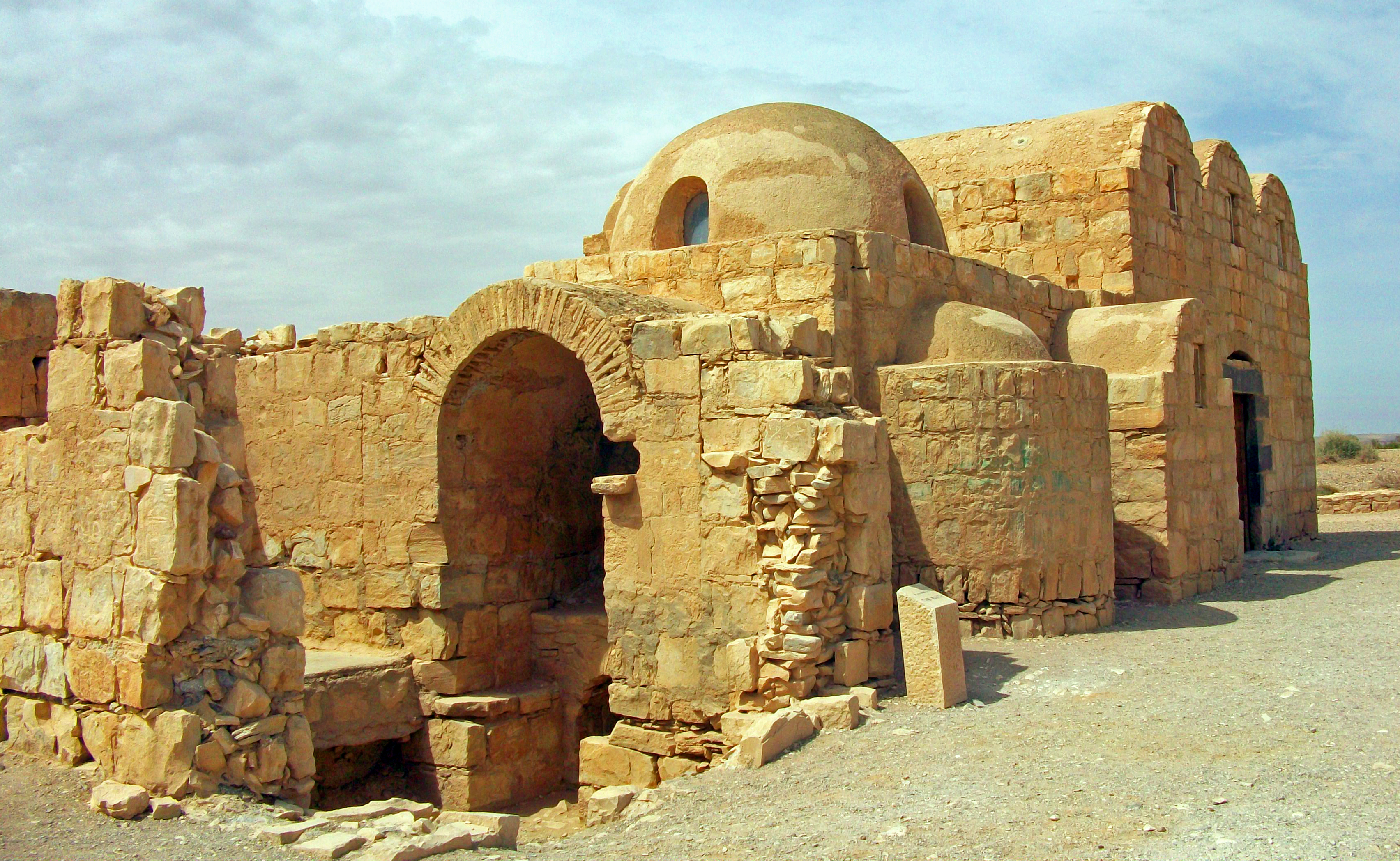
Pouštní palác Kusejr Amra, který je součástí světového dědictví pod ochranou UNESCO
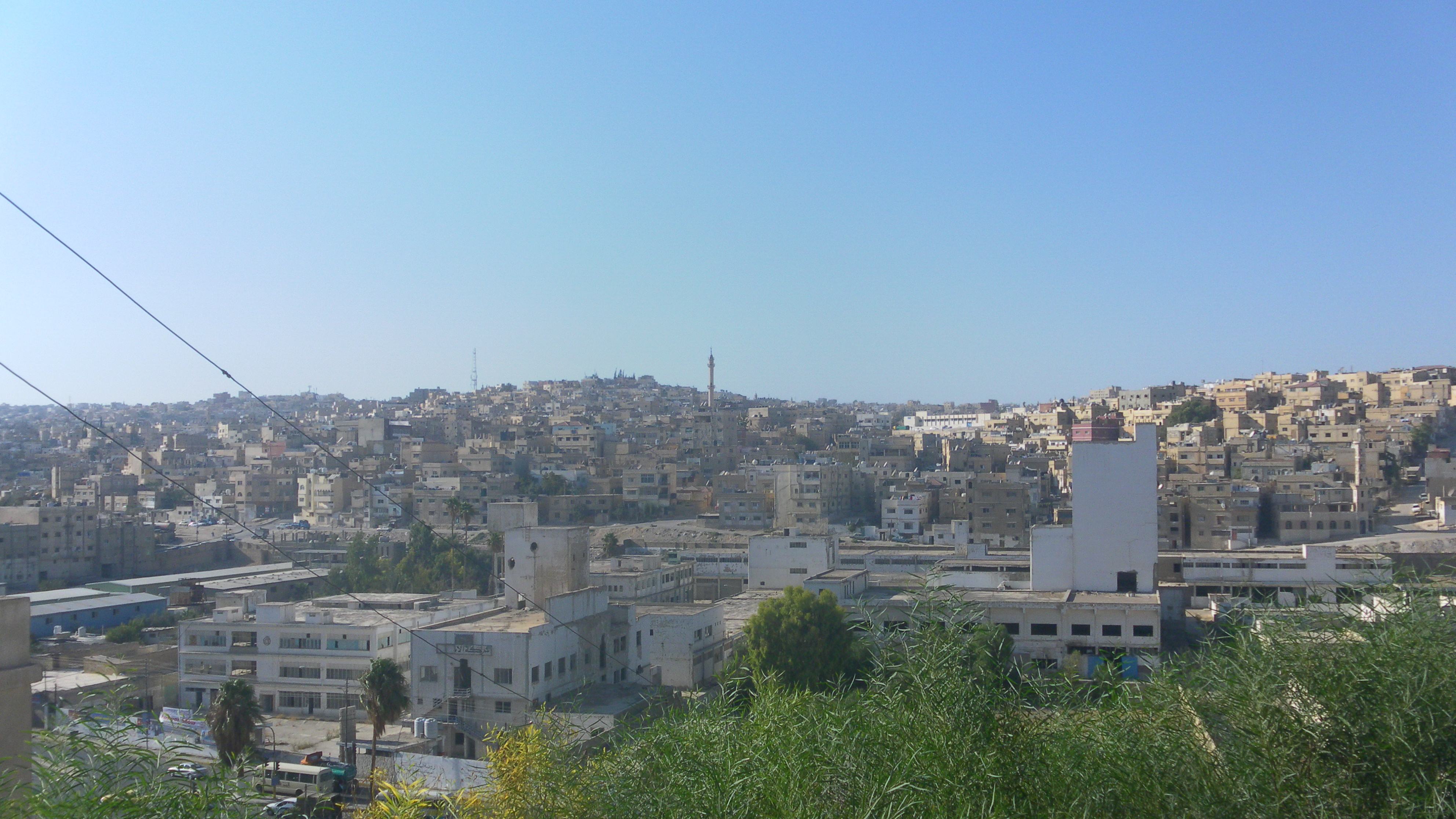
Pohled na město Rusajfa
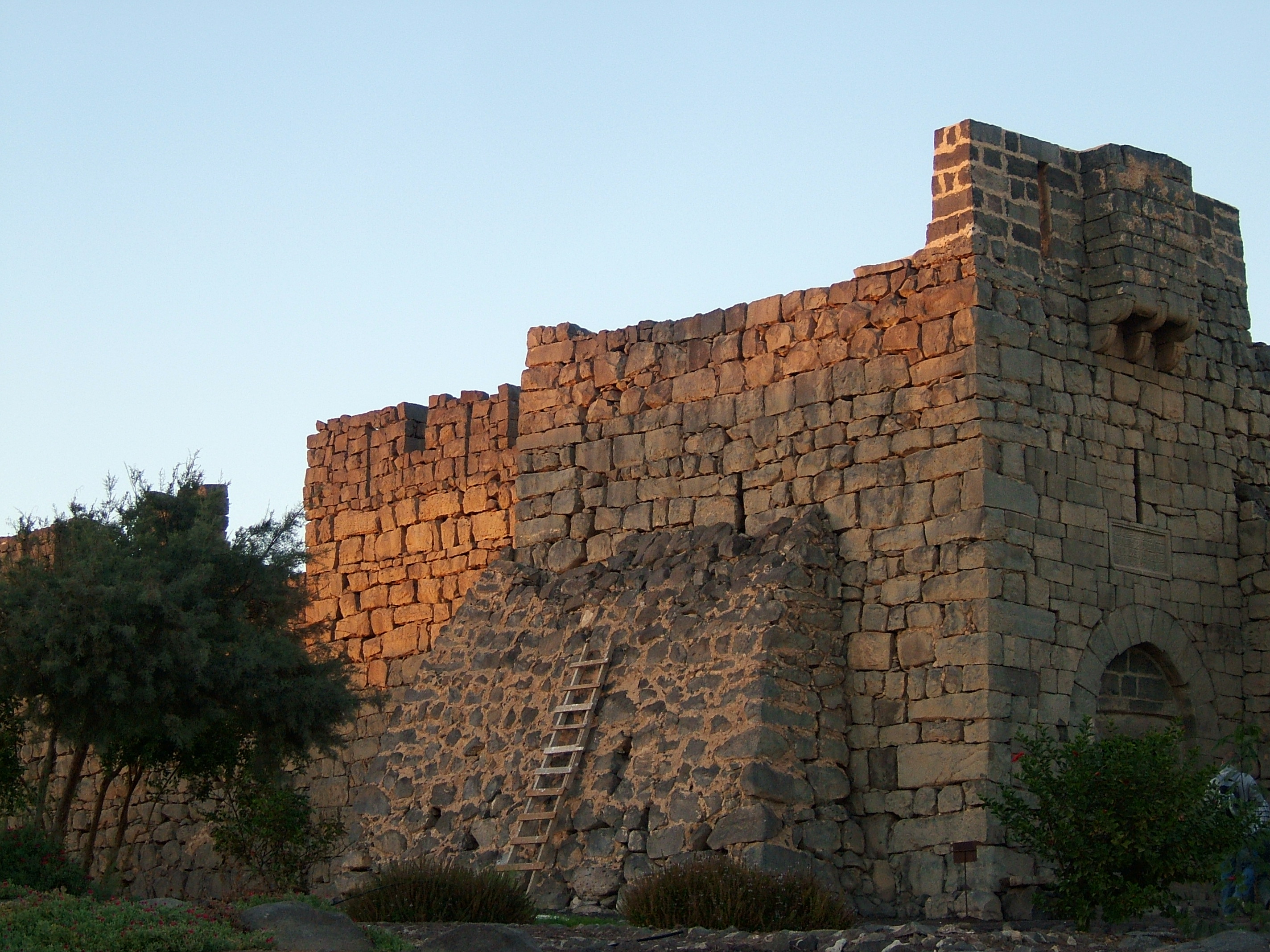
Hrad v Azraku
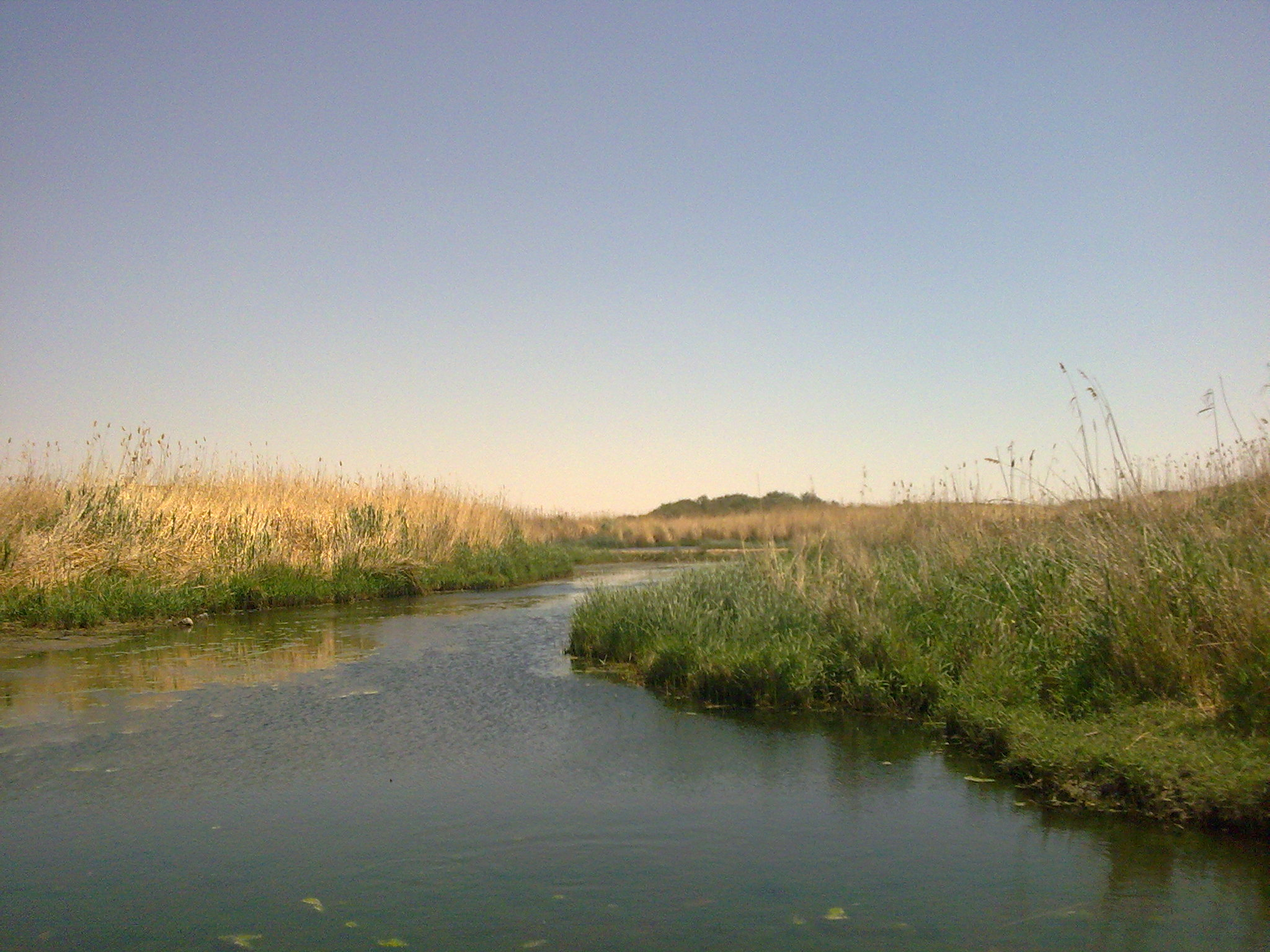
Mokřady v Azraku